# Lettera agli Efesini
La Lettera agli Efesini è una delle lettere di Paolo inserite nel Nuovo Testamento. La tradizione cristiana la attribuisce a Paolo di Tarso, che l'avrebbe scritta durante la sua prigionia a Roma intorno all'anno 62. Gli studiosi moderni sono però divisi su questa attribuzione e la maggioranza ritiene più probabile che la lettera sia stata composta da un altro autore, forse basandosi sulla Lettera ai Colossesi. La datazione proposta, in questo caso, oscilla, tra l'anno 80 e il 100.

## Composizione

### Autore

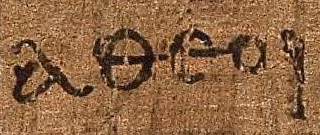
La parola greca αθεοι (atheoi, "[coloro che sono] senza dio") come compare nel testo della Lettera agli Efesini tramandato dal Papiro 46, risalente all'inizio del III secolo. Questa parola e i suoi derivati non compaiono in nessun'altra parte del Nuovo Testamento o nella versione greca dell'Antico Testamento.

L'autore della lettera, tradizionalmente attribuita a Paolo, è da tempo oggetto di discussione, in base a considerazioni teologiche e stilistiche. Secondo Raymond E. Brown circa l'80% degli studi critici sostengono che Paolo non scrisse Efesini; Secondo Perrin e Duling le difficoltà sono insormontabili e di sei autorità accademiche «quattro sostengono la pseudoepigrafia, mentre le altre due (PCB e JBC) riconoscono le difficoltà a sostenere la paternità paolina»: l'attribuzione paolina è quindi generalmente rifiutata o comunque messa in discussione da molti studiosi di critica biblica, anche se la presenza di affinità con le altre lettere suggerisce comunque un legame con l'opera dell'apostolo, forse mediato da uno scrivano.
Le maggiori criticità riguardo alla paternità paolina di Efesini sono:
- molte parole usate in Efesini non compaiono nelle lettere di Paolo riconosciute come autentiche, ma sono invece diffuse nella letteratura patristica dei secoli successivi; inoltre l'autore dei Efesini fa riferimento a importanti concetti paolini con parole non paoline. Sebbene questo non possa escludere che Paolo sia l'autore della lettera, mette in dubbio che questa si sia conservata nella forma in cui fu composta dall'apostolo;
- Efesini mostra una elevata somiglianza letteraria con la Lettera ai Colossesi, ma la spiegazione che furono composte a breve distanza temporale l'una dall'altra non regge di fronte alla constatazione che alcuni passi di Efesini sono letterariamente vicini ma sostanzialmente differenti da Colossesi;
- se alcune idee e formulazioni mostrano notevoli differenze rispetto a Colossesi, altre sono molto differenti da quelle tipiche di Paolo.

Le peculiarità teologiche di Efesini sono rilevanti, ma sembrano appartenere ad un pensatore che si sia basato su Paolo, piuttosto che a Paolo stesso; lo stesso tenore della lettera, che è in effetti un trattato integrato con riferimenti a persone presenti nella Lettera ai Colossesi, sembra più adatto ad un pensatore successivo. È stato quindi ipotizzato che l'attuale testo sia una versione rivista e ampliata di una lettera, ora perduta, scritta da Paolo ai Laodicesi: Marcione, nel suo canone, cita infatti una lettera paolina con questo nome.
Per conciliare queste peculiarità con altri tratti decisamente paolini presenti nella lettera, alcuni studiosi hanno attribuito la scrittura del testo al lavoro di un segretario di Paolo, cui l'apostolo ha fornito le linee guida, secondo una prassi documentata nell'antichità e in altri scritti paolini.

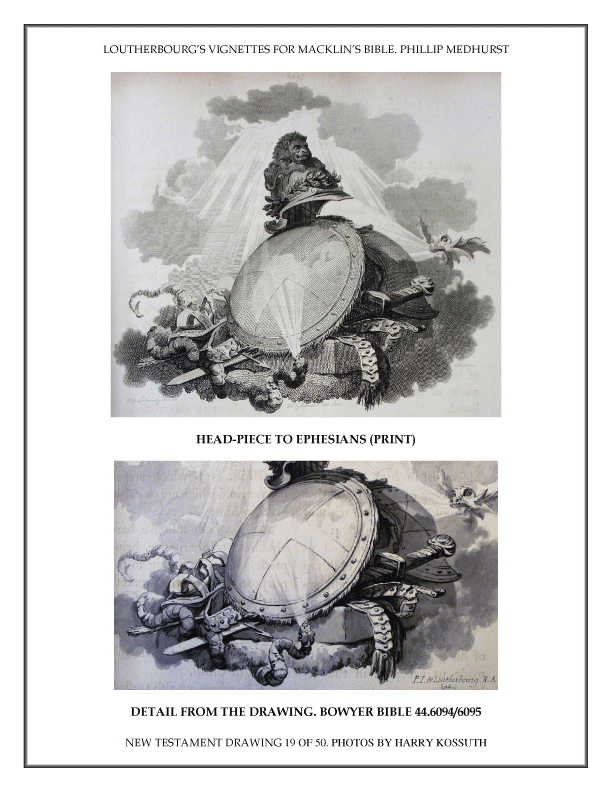
Frontespizio di un'edizione ottocentesca di Efesini.

Secondo altri studiosi le differenze presenti nella lettera sono in realtà discutibili. Secondo questa interpretazione, le diversità riscontrate sarebbero semplicemente attribuibili all'evoluzione nella tecnica di esposizione della dottrina da parte di Paolo, rilevabile anche in altre lettere, come nella Prima lettera ai Corinzi riguardo alla concezione del mystērion (2, 1.7; 4, 2), ed in altri parallelismi (Lettera ai Romani 3, 21 e 16, 25). Brani stilisticamente affini a quelli della Lettera agli Efesini sarebbero infatti riscontrabili anche in altre lettere paoline (Seconda lettera ai Corinzi, 9, 8-14 e Romani 1, 1-6; 3, 23-26). Inoltre il contenuto stesso della lettera agli Efesini, di natura sapienziale di rivelazione, presenterebbe notevoli affinità con altre lettere. Alcune idee esclusive o comunque proprie di Paolo presenti in Efesini sono, ad esempio:
- la filiazione divina dei credenti;
- lo Spirito come caparra;
- l'edificazione comunitaria vicendevole;
- la morte di Cristo intesa come donazione di amore;
- l'uso del verbo "rivestirsi" in senso figurato.

In merito all'ipotesi che le diversità riscontrate nella lettera possano essere attribuite all'evoluzione della tecnica e della dottrina paolina, gli esegeti del cattolico "Nuovo Grande Commentario Biblico" sottolineano, comunque, che "l'ipotesi secondo cui le molte differenze nello stile e nella teologia riflettano lo sviluppo del pensiero di Paolo negli anni più maturi della sua esistenza, pone dei problemi: essa non rende ragione del tempo in cui una tale evoluzione avrebbe dovuto aver luogo e non considera il fatto che la lettera sembra rivolgersi al passato, verso una precedente e venerata generazione di apostoli (tra cui anche Paolo) e profeti, i quali avevano gettato le fondamenta della famiglia di Dio che sarebbe vissuta nel periodo post-paolino (2,20; 3,2-11; 4,11-14)."

### Lingua e stile
Il testo è scritto in greco. Lo scritto ha l'aspetto di una lettera ma, per il suo contenuto, molti studiosi hanno preferito ricondurla a generi diversi, come il trattato o l'omelia.
La lettera presenta anche non pochi elementi di affinità con il linguaggio delle lettere paoline la cui paternità è indiscussa. Lo stile della scrittura è comunque peculiare, caratterizzato, ad esempio, dall'accostamento di sinonimi e dalla presenza di periodi molto lunghi.

### Datazione
I critici biblici, nel caso di attribuzione non paolina, datano la lettera in un periodo compreso tra l'80 e il 100 circa. Un dato certo è infatti il termine ultimo entro cui la scrittura deve essere avvenuta, ossia la fine del I secolo, quando il testo comincia a essere citato dagli autori cristiani.
Se invece Efesini è stata scritta interamente da Paolo, allora deve essere datata prima del 64, probabilmente ai primi tempi della prima prigionia, cioè quattro anni dopo la partenza da Efeso.
Il biblista Antonio Martini (1720-1809) ripropose la datazione di san Girolamo e di san Giovanni Crisostomo, secondo i quali Paolo apostolo scrisse agli Efesini da Roma, nello stesso tempo in cui indirizzò l'Epistola ai Colossesi, ai Filippesi e a Filemone, affermando che furono composte tutte entro un periodo di due anni al massimo. Secondo i tre autori, è l'epistola paolina teologicamente più articolata, che nei primi tre capitoli illustra i misteri fondativi della fede cristiani, mentre nella seconda parte "illustra la vita cristiana secondo le condizioni, e gli stati diversi che sono nella Chiesa".

## Struttura e contenuto
Come nelle altre lettere di Paolo, l'autore si rivolge direttamente alle comunità, facendo riferimento a persone e situazioni ben precise. Alcuni studiosi moderni, però, ritengono che la lettera sia più simile ad un trattato ed evidenziano come lo scritto sembri una rilettura più approfondita dei maggiori temi tratti nella Lettera ai Colossesi.
Paolo, dopo essersi presentato («Paolo, apostolo di Gesù Cristo per volontà di Dio, ai santi che sono in Efeso, credenti in Cristo Gesù», 1,1) esorta la comunità di Efeso ad abbracciare una visione ben specifica della dottrina della Salvezza. In molte parti della lettera l'autore ritorna sui temi della divisione, degli interessi privati e dell'ostilità: alcuni commentatori hanno evidenziato quindi una grande attenzione dell'autore sul piano comportamento personale, oltre che su quello della dottrina.

### Piano

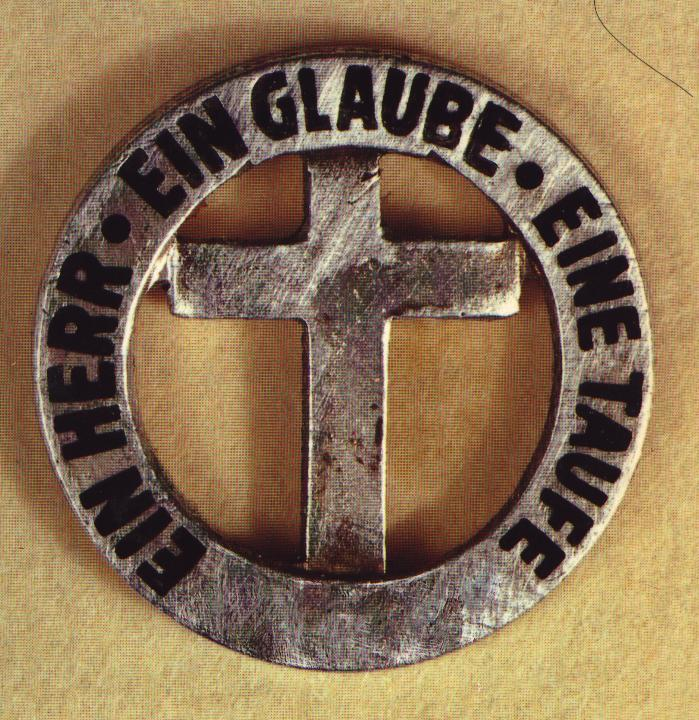
Antico distintivo dei Battisti tedeschi recante il motto «Ein Herr, Ein Glaube, Eine Taufe», Un Signore, una Fede, un Battesimo, dalla Lettera agli Efesini

Questa lettera può essere riassunta dall'espressione usata dall'apostolo Paolo nel suo discorso agli anziani di Efesi: «Non mi sono tirato indietro dall'annunziarvi tutto il consiglio di Dio» (Atti 20:27).
1. Insegnamento dottrinale: il proposito di Dio per Cristo e la Chiesa (capitoli 1, 2 e 3)
  - Una pienezza di benedizioni attuale (cap. 1 v. 1-14): eletti, santificati, predestinati, adottati, perdonati, eredi, e le Spirito Santo.
  - Prima preghiera dell'apostolo per i santi (cap. 1 v. 15-23): per conoscere meglio la speranza, la gloria, la potenza, e Cristo capo della Chiesa.
  - Salvati per grazia, Giudei e Gentili riconciliati, avvicinati davanti al Padre (cap. 2 v. 1-22).
  - La rivelazione del mistero (cap. 3 v. 1-13): mistero della composizione e della missione della Chiesa corpo di Cristo.
  - Seconda preghiera dell'apostolo per i santi: per conoscere il consiglio di Dio e il suo amore (cap. 3 v. 14-21).
2. Esortazioni pratiche (capitoli 4, 5 e 6)
«Io dunque vi esorto...» (cap. 4 v. 1)
  - Conservare l'unità dello Spirito; le risorse per la Chiesa: i doni di Cristo; (cap. 4 v. 1-16).
  - La condotta personale del cristiano (cap. 4 v. 17 a cap. 5 v. 21).
  - La condotta nella famiglia e nel lavoro (cap. 5 v. 22 a cap. 6 v. 9).
  - Il combattimento del cristiano contro le potenze di tenebre (cap. 6 v. 10-24).

## Commentari

### San Giovanni Crisostomo
Secondo san Giovanni Crisostomo, Cristo è capo della Chiesa quanto lo sposo lo è di ogni famiglia. La moglie è "la seconda autorità" e riceve amore in contrappeso della sua obbedienza. L'unicità della guida è garanzia di pace ordinata e permanente. il capo salva ed ha premura del suo corpo, che altrimenti cadrebbe in rovina.

In tale modo, afferma: "Come dunque il figlio di Dio divenne` della nostra natura, così noi della sua sostanza. E come quello ha in se stesso noi, così anche noi abbiamo lui in noi."

### Riferimenti
1. ↑  Dunn, Ephesians, The Oxford Bible Commentary - The Pauline Epistles, 2010.
2. 1 2   Bart D. Ehrman, The New Testament: A Historical Introduction to the Early Christian Writings, New York, Oxford, 2004,  pp. 381–384, ISBN 0-19-515462-2.
3. 1 2   USCCB - NAB - Ephesians - Introduction, su old.usccb.org. URL consultato il 21 gennaio 2012 (archiviato dall'url originale il 18 ottobre 2012).
4. 1 2  «This also confirms the date of the writing at the end of the 1st century; but since Ignatius used Ephesians, it cannot have been written many years after the beginning of the 2nd century», in Helmut Koester, Introduction to the New Testament: History and literature of early christianity, 2000.
5. 1 2 3 4 5  Stefano Romanello, Lettera agli Efesini, 2003.
6. ↑   Ef 2,12, su La Parola - La Sacra Bibbia in italiano in Internet.
7. ↑  Piero Stefani, La Bibbia, 2004.
8. ↑  Brown, Raymond E. The churches the apostles left behind  Paulist Press, 1984. ISBN 978-0-8091-2611-8, p. 47.
9. ↑  Perrin, p.218.
10. ↑  Markus Barth, Ephesians: Introduction, Translation, and Commentary on Chapters 1–3 (New York: Doubleday and Company Inc., 1974), pp. 50-51
11. ↑   Norman Perrin, The New Testament: An Introduction. Second Edition., New York, Harcourt Brace Jovanovich, 1982,  pp. 218–222, ISBN 0-15-565726-7.
12. ↑  "Nor must in this connection be forgotten that all the epistles may, to a certain extent, have been coloured by whatever scribe actually put the missive to paper", in A. van Roon, The authenticity of Ephesians, 1974.
13. ↑  Kummel, Introduction to the New Testament, pp. 358-361
14. 1 2  Richard Heard, An Introduction to the New Testament.
15. 1 2 3  John Muddiman, Epistle to the Ephesians, 2001.
16. ↑  Per approfondire questa ipotesi, cfr. quanto riportato in Stefano Romanello, Lettera agli Efesini, 2003.
17. ↑  Lettera agli Efesini, a cura di Fabrizio Tosolini in: La Bibbia, ed. Piemme, 1996, pp. 2817-2818
18. ↑  Raymond E. Brown, Joseph A. Fitzmyer, Roland E. Murphy, Nuovo Grande Commentario Biblico, Queriniana, 2002, pp. 1157-1159, ISBN 88-399-0054-3.
19. ↑  Kummel, p. 366.
20. ↑  Lettera agli Efesini  Ef 3,1, su laparola.net.,  Ef 4,1, su laparola.net.,  Ef 6,20, su laparola.net.
21. 1 2   A. Martini (a cura di), Nuovo Testamento Del Signor Nostro Gesù Cristo, su archive.org, Torino, Vedova Pomba e Figli, 1820,  pp. 5-6. URL consultato il 31 gennaio 2019 (archiviato il 29 gennaio 2019).
22. ↑  Giuseppe Pulcinelli, L'apostolo Paolo, 2008.
23. ↑   Ef 1,1, su La Parola - La Sacra Bibbia in italiano in Internet.
24. ↑   Ef 4,5, su La Parola - La Sacra Bibbia in italiano in Internet.
25. ↑   Giovanni Crisostomo, Omelia XX - L’unione di Cristo e della Chiesa e il Mistero del Matrimonio, su monasterovirtuale.it. URL consultato il 31 gennaio 2019 (archiviato dall'url originale il 31 gennaio 2019).